# Beilschmiedia tooram
Beilschmiedia tooram là loài thực vật có hoa trong họ Nguyệt quế. Loài này được (Bailey) B.Hyland miêu tả khoa học đầu tiên năm 1989.